# Abergavenny
Abergavenny (/ˌæbərɡəˈvɛni/ en galés Y Fenni /ə ˈvɛnɪ/) es un pueblo que está en el Condado de Monmouthshire, en Gales.
Esta comunidad se encuentra en la confluencia de los ríos Usk y Gavenny. Abergavenny es conocida en galés como Y Fenni o también Abergafenni. Antiguamente, tenía el nombre latino Gobannium, del cual deriva la actual denominación.
Parques y recreación: Brecon Beacons National Park.
Sitios históricos y museos: Abergavenny Museum, White Castle.